# Zitterbewegung
Die Zitterbewegung ist eine theoretische, schnelle Bewegung von Elementarteilchen, speziell von Elektronen, die der (relativistischen) Dirac-Gleichung gehorchen.
Die Existenz einer solchen Bewegung wurde 1928 von Gregory Breit und 1930 von Erwin Schrödinger postuliert, als Ergebnis seiner Analyse von Wellenpaket-Lösungen der Dirac-Gleichung für relativistische Elektronen im Vakuum. In diesem produziert eine Interferenz zwischen dem positiven und dem negativen Energiezustand eine Fluktuation der Position des Elektrons um den Mittelwert mit einer Kreisfrequenz von
{\displaystyle \omega =2m_{\mathrm {e} }c^{2}/\hbar \approx 1{,}6\cdot 10^{21}\,{\text{s}}^{-1}}
mit
- der Elektronenmasse {\displaystyle m_{\mathrm {e} }}
- der Lichtgeschwindigkeit {\displaystyle c}
- der reduzierten Planck-Konstante {\displaystyle \hbar }.

Die Zitterbewegung eines freien relativistischen Teilchens wurde nie beobachtet, aber das Verhalten eines solchen Teilchens wurde mit einem eingesperrten Ion simuliert, indem man es in eine Umgebung platzierte, so dass die nicht-relativistische Schrödinger-Gleichung für das Ion dieselbe mathematische Form wie die Dirac-Gleichung hat (obwohl die physikalische Situation anders ist).

## Theorie
Ausgangspunkt für die Zitterbewegung ist die Dirac-Gleichung in Schrödingerform im Schrödinger-Bild
{\displaystyle \mathrm {i} \partial _{t}|\psi \rangle =H|\psi \rangle =(\gamma ^{0}m+\alpha ^{i}p_{i})|\psi \rangle },
wobei {\displaystyle H} der Hamiltonoperator, {\displaystyle m} die Masse des Teilchens, {\displaystyle {\vec {p}}} der Impulsoperator, {\displaystyle \alpha ^{i}=\gamma ^{0}\gamma ^{i}} und {\displaystyle \gamma ^{\mu }} die Dirac-Matrizen sind. 
Im Schrödinger-Bild sind die Zustände zeitabhängig, wohingegen die Operatoren keine Zeitabhängigkeit tragen. Im Heisenberg-Bild ist das Umgekehrte der Fall und die Bewegungsgleichungen für einen nicht explizit zeitabhängigen Operator {\displaystyle Q} lautet
{\displaystyle {\frac {\mathrm {d} Q}{\mathrm {d} t}}=\mathrm {i} [H,Q]}.
Für die {\displaystyle k}-te Komponente des Ortsoperators gilt
{\displaystyle {\frac {\mathrm {d} x_{k}}{\mathrm {d} t}}=\mathrm {i} \left[H,x_{k}\right]=\alpha _{k}}
aufgrund der kanonischen Vertauschungsrelationen {\displaystyle [x_{i},p_{j}]=\mathrm {i} \delta _{ij}}. Insbesondere kann der Operator {\displaystyle \alpha _{k}} im Heisenberg-Bild als {\displaystyle k}-te Komponente des „Geschwindigkeitsoperators“ interpretiert werden.
Die Zeitabhängigkeit des Geschwindigkeitsoperators ist aufgrund der Dirac-Algebra gegeben durch
{\displaystyle {\frac {\mathrm {d} \alpha _{k}}{\mathrm {d} t}}=\mathrm {i} \left[H,\alpha _{k}\right]=2\mathrm {i} [p_{k}-\alpha _{k}H]}.
Weil sowohl {\displaystyle p_{k}} als auch {\displaystyle H} zeitunabhängig sind, denn {\displaystyle [H,H]=[H,p_{k}]=0}, ist dies eine inhomogene Differentialgleichung erster Ordnung für {\displaystyle \alpha _{k}(t)}. Ihre Lösung lautet:
{\displaystyle \alpha _{k}(t)=(\alpha _{k}(0)-p_{k}H^{-1})\,\mathrm {e} ^{-2\mathrm {i} Ht}+p_{k}H^{-1}}.
Um die Gleichung für {\displaystyle x(t)} zu erlangen, kann diese Gleichung integriert werden und es ergibt sich:
{\displaystyle x_{k}(t)=x_{k}(0)+p_{k}H^{-1}t+{\frac {1}{2}}\mathrm {i} (\alpha _{k}(0)-p_{k}H^{-1})H^{-1}(\mathrm {e} ^{-2\mathrm {i} Ht}-1).}
Der resultierende Ausdruck besteht aus
- einer Anfangsposition {\displaystyle x_{k}(0)}
- einem Bewegungsanteil {\displaystyle p_{k}H^{-1}t} proportional zur Zeit und
- einem unerwarteten Schwingungsanteil („Zitterbewegung“) {\displaystyle {\tfrac {1}{2}}\mathrm {i} (\alpha _{k}(0)-p_{k}H^{-1})H^{-1}(\mathrm {e} ^{-2\mathrm {i} Ht}-1)} mit einer Amplitude, die der Compton-Wellenlänge entspricht.

Interessanterweise verschwindet der Zitterbewegungsterm, wenn man die Erwartungswerte für Wellenpakete nimmt, die vollständig aus Wellen mit positiver Energie (oder vollständig aus Wellen mit negativer Energie) bestehen. Dies kann durch die Foldy-Wouthuysen-Transformation erreicht werden.